# Église Saint-Sulpice de Bailly
L’église Saint-Sulpice de Bailly est un édifice religieux catholique du XIIIe siècle situé sur la commune de Bailly, dans les Yvelines, en France. Elle est rattachée au groupement paroissial de Bailly - Noisy - Rennemoulin.

## Historique
A cet emplacement ont été retrouvés les vestiges d'un sanctuaire remontant au XIe siècle. Une première phase de construction date du XIIIe siècle. L'église est agrandie vers 1600, et reçoit au XVIIIe siècle des dons d'oeuvres d'art.

## Description
L'architecture de cette église témoigne encore des deux périodes distinctes de sa construction.
La partie orientale constituée d’un chœur et deux chapelles latérales gothiques remonte au XIIIe siècle au-dessus d’un sanctuaire primitif du XIe. La partie ouest plus tardive, datée par l'année 1610 figurant sur la porte à double battant voit édifiée une nef qui ramène le clocher au milieu de l’édifice.
L'église recensée à l'inventaire général possède un riche mobilier
dont un lutrin, un retable,  une statue en marbre d’une Vierge allaitante, deux bénitiers et des tableaux comme Les Pèlerins d'Emmaüs dont plusieurs sont classés au titre des objets monuments historiques.